# Теодор Баллю
Теодо́р Баллю́ (фр. Théodore Ballu; 8 червня 1817, Париж — 22 травня 1885, Париж) — французький архітектор, що працював у Парижі.

## Біографія
З 1835 року навчався у Королівській школі мистецтв у Парижі. У 1840 році отримав Римську премію в області архітектури, що дозволило йому стати членом Французької академії у Римі. З 1841 по 1845 роки жив у Римі на віллі Медічі.
У 1853—1857 роках керував роботами із завершення будівництва церкви Святої Клотильди. Баллю керував реставрацією вежі Сен-Жак (1854—1858). У той же період ним була збудована готична дзвіниця церкви Сен-Жермен-л'Осерруа. У 1860 році був призначений архітектурним директором усіх церковний будівель Парижа. За його проектом збудовані  церква Святої Трійці (1861—1867), Церква Святого Амвросія (Сен-Амбруаз) (1863—1869) і низка інших церков. У 1872 році обрано членом Академії витончених мистецтв. Був співавтором проекту будівлі Паризької мерії.